# Il dirigibile (programma televisivo)
Il dirigibile è stato un programma televisivo italiano, trasmesso dal 6 maggio 1975 al febbraio 1980, inizialmente dalla Rete 1 e dal 1977 sulla Rete 2, dal lunedì al venerdì pomeriggio alle 17:10 e nei primi anni '80 su TMC al giovedì.

## Il programma
La trasmissione era un programma di intrattenimento educativo, comprendente molti giochi e basata sullo stratagemma di un fantomatico dirigibile che sorvolava vari Paesi, così da permettere ai conduttori di narrare usanze e tradizioni delle varie nazioni.
Il programma fu trasmesso per le prime due edizioni, dal 1975 al 1977, sulla Rete 1, condotto da Toni Santagata nel ruolo del comandante del dirigibile. In seguito alla Riforma della RAI del 1975 fu spostato sulla Rete 2 nella stessa fascia oraria, condotto da Maria Giovanna Elmi e Mal, coadiuvati nella quarta edizione (1978-1979) da Mimmo Craig e Graziella Porta. 
Mal era il comandante del "dirigibile", la Elmi era la fata "Azzurrina" (da cui è derivato il suo soprannome di "fatina"), mentre Mimmo Craig e Graziella Porta erano protagonisti di varie gag con gli altri conduttori e con i bambini presenti come ospiti nelle varie puntate. Oltre ai conduttori erano presenti anche i pupazzi Zippo il coniglio motorista, Franz il cuoco di bordo,il pagliaccio Gelatina e Teo.
Il programma, che vide nell'ultima edizione il ritorno di Toni Santagata alla conduzione, chiuse i battenti nel febbraio 1980.

## Edizioni

### Prima edizione (1975-1976)
- Conduttore: Toni Santagata (il comandante)
- Sigla iniziale: Toni Santagata Il dirigibile
- Sigla finale: Toni Santagata Il tuo ricordo
- Rete: Programma nazionale

### Seconda edizione (1976-1977)
- Conduttore: Toni Santagata (il comandante)
- Sigla iniziale: Toni Santagata Il dirigibile
- Sigla finale: Toni Santagata Il tuo ricordo
- Rete: Rete 1

### Terza edizione (1977-1978)
- Conduttore: Mal (il comandante), Maria Giovanna Elmi (la fata Azzurrina)
- Sigla iniziale: Toni Santagata Il dirigibile
- Sigla finale: Mal Mackintosh
- Rete: Rete 2

### Quarta edizione (1978-1979)
- Conduttore: Mal (il comandante), Maria Giovanna Elmi (la fata Azzurrina), Mimmo Craig, Graziella Porta
- Sigla iniziale: Maria Giovanna Elmi Invincibile dirigibile
- Sigla finale: Mal Parlami d'amore Mariù
- Rete: Rete 2

### Quinta edizione (1979-1980)
- Conduttore: Toni Santagata (il comandante)
- Sigla iniziale: Maria Giovanna Elmi Invincibile dirigibile
- Sigla finale: Mal Uomo squalo
- Rete: Rete 2

## Le sigle

### Sigle iniziali
- 1975-1978 - Toni Santagata Il dirigibile
- 1979-1980 - Maria Giovanna Elmi Invincibile dirigibile

### Sigle finali
- 1975-1976 - Toni Santagata Il tuo ricordo
- 1977 - Mal Mackintosh
- 1978 - Mal Parlami d'amore Mariù
- 1979-1980 - Mal Uomo squalo